# Кувандыкский район
Куванды́кский райо́н — административно-территориальная единица (район) в Оренбургской области России.
В рамках организации местного самоуправления, в его границах вместе с городом Кувандык выделяется единое муниципальное образование Кувандыкский городской округ,  образованное вместо упразднённого одноимённого муниципального района.
Административный центр — город Кувандык (в составе района не выделяется).

## География
Кувандыкский район расположен в наиболее возвышенной низкогорно-высокоравнинной части Оренбуржья, занимая неширокий «перешеек» области между центральной и восточной её частями. Географически он находится в средней части бассейна Урала и его основного притока Сакмары.
Наибольшая протяженность района с севера на юг — 110, с запада на восток — 95 км; именно здесь находится самое «узкое» место Оренбургской области протяженностью около 50 км, расположенное между Республикой Башкортостан и Республикой Казахстан. Район занимает площадь 6,0 тыс. км², что составляет 4,6 % от территории области (по площади входит в тройку самых крупных районов области).
На западе район граничит с Саракташским и Беляевским районами, на востоке — с Гайским, на севере — с Республикой Башкортостан, на юге проходит государственная граница с Казахстаном. Район почти полностью расположен в Уральской складчатой стране, за исключением небольшой юго-западной части в верховьях реки Бурли, относящейся к Предуралью.
Геология и рельеф
Геологическое строение района очень неоднородно. Западная его часть до линии Кувандык — устье Киндерли лежит в зоне передовых складок Урала и сложена каменноугольными-нижнепермскими породами. Поверхность этой территории характеризуется преобладанием грядово-увалистого и грядово-холмистого складчатого рельефа. Восточная граница передовых складок совпадает с крупным разломом — Сакмарским надвигом, к востоку от которого расположено Центрально-Уральское поднятие, осевая часть которого состоит из докембрийских метаморфических пород, обрамляемых вулканическими и осадочными отложениями от ордовикских до девонских.
В рельефе Центрально-Уральского поднятия выделяются хребет Шайтантау, Присакмарский и Приуральский (Губерлинские горы) мелкосопочники и Саринское плато. Саринское плато — это формирующаяся на месте разрушенных гор платформенная плита, сложенная осадочным чехлом из морских мелово-палеогеновых пород. Саринское плато занимает господствующее по высоте положение в районе, отметки высот колеблются в пределах от 400 до 500 м над уровнем моря. Окружающие его Присакмарский и Приуральский мелкосопочники являются окраиной Саринской равнины, расчлененной овражно-балочной сетью.

### Климат
Климатические условия в Кувандыкском районе отличаются ярко выраженной континентальностью. Основными чертами являются лютая малоснежная зима, жаркое сухое лето, небольшое количество осадков. Самый холодный месяц — январь, средние температуры колеблются от −15 °C на юге района до
−27 °C на севере. Сильные морозы часто сопровождаются ветрами-буранами. Средняя высота снежного покрова составляет от 30 до 50 см, на хребте Шайтантау, в особенно снежные годы, — более 1 м.
Самым жарким месяцем в районе является июль со средними температурами от +20,5 °C на севере до +24,5 °C на юге (в Кувандыке +27,8 °C). Среднегодовые температуры повсеместно положительные и составляют около +3 °C. Коэффициент увлажнения в районе — от 0,6 на севере до 0,3 на юге. Осадки на территории района выпадают неравномерно. Их годовая сумма убывает с севера (450 мм и более) на юг (300 мм и менее). Максимальное количество осадков выпадает на хребте Шайтантау — 550 мм.
Поверхностные воды

Все реки Кувандыкского района относятся к бассейну р. Урал. Их особенностью является крайне неравномерное распределение речного стока по сезонам года. В период весеннего таяния снега они
сбрасывают до 80 % годового стока, тогда как за летний период — всего 12 %, а за осенне-зимний — 8 %.
Река Урал — самая крупная транзитная река района. Из общей длины реки 2428 км на территорию области приходится 1164 км, на Кувандыкский район — около 80 км. Основными правыми притоками Урала на территории района являются Киндерля (Коноплянка), Аксакалка, Мечетка; левыми — Алимбет и Киялы-Буртя. Река Сакмара — крупнейший приток Урала, её протяженность в районе составляет более 100 км. На территории района Сакмара и её основные притоки (Бухарча, Куруил, Кайракла, Катрала, Кураганка) протекают по узким глубоким долинам с глубиной вреза до 250—300 м.

## Население
Район (сельское население)
| 2002    | 2003    | 2004    | 2005    | 2009    | 2010    | 2012    | 2013    | 2014    |
| ------- | ------- | ------- | ------- | ------- | ------- | ------- | ------- | ------- |
| 24 431  | ↘24 400 | ↘24 100 | ↘24 000 | ↘22 292 | ↘19 545 | ↘18 927 | ↘18 633 | ↘18 285 |
| 2015    | 2016    | 2017    | 2018    | 2019    | 2020    | 2021    |         |         |
| ↘17 988 | ↘17 623 | ↘17 384 | ↘16 942 | ↘16 573 | ↘16 048 | ↘15 576 |         |         |

### Национальный состав
По переписи населения 2010 года: русские — 51,2 %, башкиры — 21,5 %, татары — 15,0 %, казахи — 6,9 %, украинцы — 2,5 %. По другим данным в 2010 году в районе проживало 24,0 % башкир.
Наиболее крупные населенные пункты с компактным проживанием башкир (2002) — Аскарово, Барангулово, Башкирское Канчерово, Бурангулово, Верхненазаргулово, Второе Юмагузино, Мазово, Нижняя Ракитянка, Рамазаново, Ялнаир и другие.
Населённые пункты с преобладанием татарского населения — Юлгутла, Никольское, Мухамедьярово, Индустрия.

## Территориальное устройство
Кувандыкский район включает 18 сельсоветов (которые в 2006—2016 гг. составляли одноимённые муниципальные образования — сельские поселения):
1. Зиянчуринский сельсовет — сёла Зиянчурино, Чулпан, посёлок Канчеровский Карьер, деревни Башкирское Канчерово, Новосакмарск, Русское Канчерово, Юлгутла, станции Дубиновка, Канчерово;
2. Ибрагимовский сельсовет — сёла Ибрагимово, Большое Чураево, деревни Акчура, Гумарово, Малое Чураево, Новокурск, Новосакмарск, Первое Юмагузино, Рамазаново, хутор Дом Отдыха «Сакмара»;
3. Ильинский сельсовет — сёла Ильинка, Подгорное, посёлок Краснощеково;
4. Краснознаменский сельсовет — сёла Краснознаменка, Никольское, Старозайцево, деревни Адаево, Карайгер, Старый Карайгер;
5. Красносакмарский сельсовет — село Новосамарск, деревни Акбулатово, Бискужа, Васильевка, Красносакмарск, Тлявгулово;
6. Куруильский сельсовет — сёла Куруил, Кайракла, деревни Аскарово, Бурангулово;
7. Маячный сельсовет — посёлок Маячный, аул Айтуар;
8. Мухамедьяровский сельсовет — село Мухамедьярово, посёлок Индустрия;
9. Новопокровский сельсовет — сёла Новопокровка, Подлесное, Шубино, посёлок Карагай-Покровка;
10. Новоракитянский сельсовет — деревни Новая Ракитянка, Второе Юмагузино;
11. Новосаринский сельсовет — станция Сара, посёлки Новосаринский, Вьюжный, Лесной, Мазово;[22]
12. Новосимбирский сельсовет — сёла Новосимбирка, Сарбай, Чукари-Ивановка, посёлок Федосеевка;
13. Новоуральский сельсовет — село Новоуральск, посёлки Залужье, Луговской, деревня Пехотное;
14. Оноприеновский сельсовет — сёла Оноприеновка, Поим, посёлок Башкалган, деревни Верхненазаргулово, Новоказанка;
15. Первомайский сельсовет — деревни Первомайск, Калиновка, Сарбаево, хутор Казарма 206 км;
16. Саринский сельсовет — село Сара, посёлок Ялнаир;
17. Уральский сельсовет — посёлки Урал, Каратал, Новый, Ровный, аул Жанатан;
18. Чеботаревский сельсовет — село Чеботарево, деревня Барангулово.

## Населённые пункты
В состав района входят 79 сельских населённых пунктов.
| №  | Населённый пункт     | Тип населённого пункта  | Население |
| -- | -------------------- | ----------------------- | --------- |
| 1  | Адаево               | деревня                 | 88        |
| 2  | Айтуар               | аул                     | 47        |
| 3  | Акбулатово           | деревня                 | 53        |
| 4  | Акчура               | деревня                 | 24        |
| 5  | Аскарово             | деревня                 | 141       |
| 6  | Барангулово          | деревня                 | 171       |
| 7  | Башкалган            | посёлок                 | 99        |
| 8  | Башкирское Канчерово | деревня                 | 210       |
| 9  | Бискужа              | деревня                 | 7         |
| 10 | Большое Чураево      | село                    | 343       |
| 11 | Бурангулово          | деревня                 | 133       |
| 12 | Васильевка           | деревня                 | 138       |
| 13 | Верхненазаргулово    | деревня                 | 250       |
| 14 | Второе Юмагузино     | деревня                 | 146       |
| 15 | Вьюжный              | посёлок                 | 133       |
| 16 | Гумарово             | деревня                 | 84        |
| 17 | Дом Отдыха «Сакмара» | хутор                   | 0         |
| 18 | Дубиновка            | железнодорожная станция | 449       |
| 19 | Жанатан              | аул                     | 104       |
| 20 | Залужье              | посёлок                 | 245       |
| 21 | Зиянчурино           | село                    | 1412      |
| 22 | Ибрагимово           | село                    | ↘892      |
| 23 | Ильинка              | село                    | 835       |
| 24 | Индустрия            | посёлок                 | 296       |
| 25 | Казарма 206 км       | хутор                   | 29        |
| 26 | Кайракла             | село                    | 169       |
| 27 | Калиновка            | деревня                 | 4         |
| 28 | Канчерово            | железнодорожная станция | 50        |
| 29 | Канчеровский Карьер  | посёлок                 | 34        |
| 30 | Карагай-Покровка     | посёлок                 | 153       |
| 31 | Карайгер             | деревня                 | 43        |
| 32 | Каратал              | посёлок                 | 29        |
| 33 | Краснознаменка       | село                    | 457       |
| 34 | Красносакмарск       | деревня                 | 28        |
| 35 | Краснощёково         | посёлок                 | 516       |
| 36 | Куруил               | село                    | 608       |
| 37 | Лесной               | посёлок                 | 64        |
| 38 | Луговской            | посёлок                 | 6         |
| 39 | Мазово               | посёлок                 | 200       |
| 40 | Малое Чураево        | деревня                 | 26        |
| 41 | Маячный              | посёлок                 | 538       |
| 42 | Мухамедьярово        | село                    | 432       |
| 43 | Никольское           | село                    | 490       |
| 44 | Новая Ракитянка      | деревня                 | 136       |
| 45 | Новоказанка          | деревня                 | 184       |
| 46 | Новокурск            | деревня                 | 12        |
| 47 | Новопокровка         | село                    | 543       |
| 48 | Новосакмарск         | деревня                 | 184       |
| 49 | Новосакмарск         | деревня                 | 0         |
| 50 | Новосамарск          | село                    | 534       |
| 51 | Новосаринский        | посёлок                 | 391       |
| 52 | Новосимбирка         | село                    | 598       |
| 53 | Новоуральск          | село                    | 1112      |
| 54 | Новый                | посёлок                 | 16        |
| 55 | Оноприеновка         | село                    | 453       |
| 56 | Первое Юмагузино     | деревня                 | 36        |
| 57 | Первомайск           | деревня                 | 499       |
| 58 | Пехотное             | деревня                 | 89        |
| 59 | Подгорное            | село                    | 247       |
| 60 | Подлесное            | село                    | 85        |
| 61 | Поим                 | село                    | 20        |
| 62 | Рамазаново           | деревня                 | 132       |
| 63 | Ровный               | посёлок                 | 70        |
| 64 | Русское Канчерово    | деревня                 | 102       |
| 65 | Сара                 | железнодорожная станция | 944       |
| 66 | Сара                 | село                    | 642       |
| 67 | Сарбаево             | деревня                 | 45        |
| 68 | Сарбай               | село                    | 50        |
| 69 | Старозайцево         | село                    | 46        |
| 70 | Старый Карайгер      | деревня                 | 6         |
| 71 | Тлявгулово           | деревня                 | 143       |
| 72 | Урал                 | посёлок                 | 686       |
| 73 | Федосеевка           | посёлок                 | 10        |
| 74 | Чеботарёво           | село                    | 517       |
| 75 | Чукари-Ивановка      | село                    | 41        |
| 76 | Чулпан               | село                    | 401       |
| 77 | Шубино               | село                    | 63        |
| 78 | Юлгутла              | деревня                 | 169       |
| 79 | Ялнаир               | посёлок                 | 163       |

В состав городского округа входят 80 населённых пунктов, в том числе 1 город Кувандык и 79 сельских населённых пунктов:
Упраздненные населенные пункты
22 августа 2001 года были упразднены поселок Ольховка и село Имелля-Покровка.
16 февраля 2005 года были упразднены деревни Каипово и Яковлевка Красносакмарского сельсовета и деревню Андреевка Чеботаревского сельсовета муниципального образования г. Кувандык и Кувандыкский район.
В 2008 году хутор Новоташлинский и поселок Двуречный.

## История
В 1734 году начинает свою деятельность Оренбургская комиссия во главе с И. К. Кириловым. Одной из целей экспедиции являлось основание крепостей и создание пограничной линии для того, чтобы установить контроль над юго-восточной границей России. В 1742 году будущий первый оренбургский губернатор И. И. Неплюев, проезжая из Самары в Оренбург, в то время находившийся на месте нынешнего Орска, основал первое русское поселение на территории Кувандыкского района — Ильинскую крепость.
По мере формирования Оренбургской пограничной линии в этот же период были основаны Никольский и Подгорный редуты, позднее вошедшие в Верхнеозерную дистанцию Оренбургского казачьего войска. Во время Пугачевского восстания эти укрепления подверглись нападению повстанцев и были ими захвачены. После взятия Ильинской крепости 29 ноября 1773 года произошли события, которые легли в основу 7-й главы «Капитанской дочки» А. С. Пушкина, где речь идет о захвате Белогорской крепости.
После отмены крепостного права (1861) многие крепостные получили вольную. Отсутствие свободных земель заставило русских и украинских крестьян в 1880—1900 гг. искать «вольные земли» на востоке и юго-востоке Европейской России. На современной территории района они, например, купили у башкир села Гумарово 311 десятин земли по 19 руб. за десятину с рассрочкой на 50 лет и стали селиться по берегу озера, образовав село Покровка. Некоторые населенные пункты современного Кувандыкского района были основаны переселенцами из Воронежской, Киевской, Курской, Оренбургской, Орловской, Пензенской, Подольской, Полтавской, Рязанской, Самарской, Саратовской, Симбирской, Тамбовской, Харьковской и Херсонской губерний. Башкирские села Мамбетеево, Ишмуратово (ныне они в составе г. Кувандыка) некогда славились живительным кумысом, а на реке Сакмаре у с. Покровка функционировала водяная мельница.
Заселение Кувандыка тесно связано с постройкой железной дороги Оренбург — Орск — Троицк. В 1912 году купцы Сигов, Башкиров и Хусаинов на свои средства начали строительство этой дороги со стороны Оренбурга. В Покровке поселился подрядчик, вслед за ним потянулись сюда безземельные крестьяне из Пензенской, Тамбовской и Самарской губерний. Они вручную насыпали земляное полотно, прорубали выемки, строили мосты, станционные сооружения, пробивали туннель (около современного города Медногорска). В 1915 году была построена железнодорожная станция, которой по речке Кувандычке (её башкирское наименование — Ҡыуандыҡ) дали название «Кувандык». Впоследствии так стали называть и пристанционный поселок, и слившееся с ним село Покровка.
В 1917 году было завершено сооружение паровозного депо, на станцию Кувандык пришел первый товарно-пассажирский поезд, а железнодорожную линию довели до станции Сара. Правда, регулярное движение поездов началось ещё не скоро. Во время гражданской войны станция Кувандык была практически полностью разрушена, на переездах взорваны мосты. После восстановления и укладки новых путей Орская ветка была официально принята в эксплуатацию и включена в состав Ташкентской железной дороги в январе 1921 года. Большое число переселенцев появилось в Кувандыке в связи с созданием в 30-х годах XX века лесосплавной конторы. Часть леса, сплавляемого по Сакмаре из Башкирии в Оренбург, оставлялась в Кувандыке и шла на распиловку, далее отправлялась в Орск и сёла восточных волостей. Впервые электроосвещение в Кувандыке появилось в 1935 году, когда на берегу Сакмары была построена электростанция мощностью 95 кВт. В 1939 году протянули нити от Медногорской ТЭС до лесосплавной конторы и железнодорожной станции Кувандык. С 1945 года электроэнергией была обеспечена основная часть населения Кувандыка.
В годы Великой Отечественной войны в Кувандык были эвакуированы промышленные предприятия. В сентябре 1941 года из Киева была переведена артель «Красный штамповщик» (с 1942 года — штамповочный завод № 10), на базе которой выпускалась военная продукция — гранаты РГД-33 и РПГ-40, противопехотные мины ПММ-5. После окончания войны предприятие приступило к изготовлению товаров народного потребления, начало осваивать выпуск механических прессов, инструментов, электродов, пароводяной арматуры. В дальнейшем оно преобразовывается в Кувандыкский механический завод «Красный штамповщик» (1956), затем Кувандыкский завод механических прессов (1960). Своим развитием город Кувандык также обязан Южно-Уральскому криолитовому заводу, строительство которого началось в предвоенные годы, а первую продукцию он дал в 1954 году.
Дата образования района — 20.01.1935 года.
В конце 1950-х годов территория увеличилась: в состав Кувандыкского района вошел ряд сел двух упраздненных районов — Новопокровского и Зиянчуринского.
В 1960 г. центр района был перенесен в г. Медногорск, район стал именоваться Медногорским. В 1963 г. произошла очередная административная реформа, наряду с другими сельскими районами Оренбургской области был создан Кувандыкский район, центром которого вновь стал г. Кувандык.
С 1 января 2006 до 1 января 2016 года в Кувандыкском муниципальном районе выделялось 19 муниципальных образований, в том числе 1 городское поселение (город Кувандык) и 19 сельских поселений (соответствовали сельсоветам).
1 января 2016 года в соответствии с Законом Оренбургской области от 26 июня 2015 года № 3029/834-V-ОЗ муниципальное образование Кувандыкский район и все входившие в него городское и сельские поселения преобразованы путём объединения в муниципальное образование Кувандыкский городской округ.
Кувандыкский район как административно-территориальная единица сохраняет свой статус.

## Экономика

### Промышленность
Горнодобывающая промышленность в районе обеспечена многими видами минеральных ресурсов. Из полезных ископаемых района ведущее место занимали медно-колчеданные руды в районе города Медногорска. Карьерная разработка Блявинского медноколчеданного месторождения закончена, но за контуром карьера ещё остались значительные запасы руды. Закончена и эксплуатация Яман-Касинского колчеданного месторождения. В резерве находится Комсомольское месторождение.
Эклогиты Шубинского гранатово-рутилового месторождения являются сырьем для получения абразивных гранатов и также могут использоваться в качестве титановой руды. В районе находятся Крымское и Саринское месторождения фосфоритов. В палеогеновых отложениях на Саринском плато залегают опоки и трепелы (Саринское и Мантулинское месторождения), а также керамзитовые глины. Район располагает большими запасами кварцитов; в прошлом разрабатывалось Поимское месторождение, сейчас разрабатывается Иммеля-Покровское. Район располагает большими запасами гравийно-галечных, песчано-гравийных отложений, кирпичных глин и песков. С начала 2000-х годов в окрестностях с. Карагай-Покровка ведется добыча природного камня златалит, используемого в строительстве.
Алюминиевая промышленность. Южно-Уральский криолитовый завод в Кувандыке — одно из двух предприятий России, производивших порошковый криолит, использующийся в качестве электролита при выплавке алюминия из глинозёма. Помимо криолита, завод специализировался на производстве фтористых солей, боромагниевых удобрений, борной кислоты, сернокислого алюминия и других химических продуктов. С 2007 г. завод входит в состав компании «РУСАЛ». В 2012 году остановлен, производство продукции прекращено. Численность персонала — 141 человек (2014 г.).
Машиностроение в районе представлено ОАО «Кувандыкский завод кузнечно-прессового оборудования „Долина“», специализирующимся на изготовлении кузнечно-прессового оборудования, оборудования для строительства, коммунального хозяйства и агропромышленного комплекса. Предприятие располагает полным циклом станкостроительного производства и имеет собственный научно-технический центр.
Из предприятий пищевой промышленности в Кувандыке действуют — ООО «Хлебопечение» (хлебобулочные, кондитерские, бараночные, макаронные изделия), в недавнем прошлом работал также «маслозавод» — ООО «Молоко», производившее молочные продукты. Функционируют элеваторы (ОАО) — Дубиновский, Саринский, с 2013 г. прекратил производственную деятельность Кувандыкский элеватор. В некоторых селах (Никольское, Новоуральск, Ильинка, Зиянчурино и др.) и городе Кувандыке функционируют хлебопекарни, мельничные и маслобойные предприятия, небольшие кондитерские цехи, производятся некоторые виды молочной продукции. В 2003 году на Дубиновском хлебоприемном предприятии вступил в эксплуатацию комбикормовый завод. Переработка мяса представлена колбасными цехами в г. Кувандыке, Ильинке, Куруиле. В Кувандыке работает цех мясо-рыбокопчения.

### Агропромышленный комплекс
В общем объёме производимых в районе товаров сельскому хозяйству принадлежит небольшая доля, около 10 %, в неурожайные годы снижающаяся до 3 %. Специализация района — производство зерна, молока, мяса.
Сельскохозяйственным производством заняты 44 предприятия и 305 фермерских хозяйств. В растениеводстве и животноводстве основными производителями остаются сельхозпредприятия (ОАО, ООО и фермеры). В пользовании сельхозтоваропроизводителей 491,6 тыс. га земель, в том числе сельхозугодий — 464,2 тыс. га, из них: пашни — 178,2, сенокосов — 35,4, пастбищ — 250,3 тыс. га. На растениеводство приходится 59 % всей валовой продукции сельского хозяйства района (среднеобластной показатель — 67 %). Основными зерновыми культурами являются яровая пшеница и яровой ячмень, есть посевы проса, гречихи. Выращиваются также подсолнечник, рапс. Основная кормовая культура — кукуруза, на её долю приходится больше половины валового сбора кормовых культур. В 2006 году общая площадь посевов была 129,0 тыс. га, в том числе зерновых — 108 тыс. га. Средний урожай зерна — 8,1 ц/га на убранной площади, подсолнечника — 5,7 ц/га. Наивысшая урожайность зерновых получена в СПК «САД» (16,2 ц/га), ОАО «Россия» (11,8 ц/га), ОАО «Новый путь» (10,3 ц/га).
Продукция животноводства в районе составляет по стоимости 41 % всей продукции сельского хозяйства (по области 33 %). Ведущая отрасль животноводства — скотоводство молочно-мясного направления. Наибольшее распространение получили породы: красная степная, симментальская и казахская белоголовая. Кувандыкский район в недалеком прошлом был традиционным и важным районом пухового козоводства, а также овцеводства. Основными хозяйствами по разведению коз являлись СПК «Загорный» и ОАО «Новый путь». Оренбургская фабрика пуховых платков, бывшая когда-то главным потребителем губерлинского пуха, теперь его практически не востребует, небольшие партии сбываются за границу. Вся надежда сохранить уникальный традиционный промысел — пуховязание — связана с народными пуховницами-надомницами. Овцеводство сохраняется только в личных хозяйствах. Большая часть поголовья свиней и домашней птицы выращивается также на личных подворьях. Кроме основных отраслей животноводства, в районе представлены коневодство, пушное звероводство, пчеловодство. В животноводстве за 2006 год мяса произвели 975 т, молока — 6327 т, привес КРС получен — 300 г, свиней — 161 г, надой на 1 фуражную корову — 2127 кг. Поголовье КРС составляет 11613 голов, в том числе коров — 3740 голов, свиней — 3657, овец и коз — 7925 голов, лошадей — 517 голов.

## Туризм и отдых
Южно-Уральские высокогорья называют «Оренбургской Швейцарией». Живописность и разнообразие ландшафтов Кувандыкского района, присутствие многочисленных природных достопримечательностей (Карагайский бор, Саринский водопад, родники "Рябинушка" и "Золотая рыбка" и других) определяют высокий потенциал района для развития туризма и отдыха.
В настоящее время территория широко осваивается пешеходным, водным (весенне-летний сплав по Сакмаре), лыжным и горнолыжным туризмом, дельтапланеризмом. Есть возможности для развития спортивного скалолазания, любительской рыбной ловли, экскурсионного и экологического туризма, фото- и видео-туризма, стационарного комфортабельного (турбаза «Горный Дуб», база отдыха /в прошлом Дом отдыха/ «Сакмара», туристическая база «Долина»), пикникового и палаточного отдыха.
Благоприятным фоном для развития туризма является наличие достаточного количества мест в гостиницах «Сакмара», «Каменка», «Турист», «Эдельвейс», «Привал» и других, развитая сеть общественного питания (кафе «Урал», «Диана», «Коралл», шансон-бар «Рандеву» и др.)

## Известные уроженцы
- Горбань Василий Моисеевич (1918—1977) — советский военачальник, генерал-лейтенант, Герой Советского Союза. Уроженец села Федосеевка.
- Ишбулатов Рахим Усманович — живописец, Заслуженный деятель искусств Башкирской АССР (1961). Участник Великой Отечественной войны. Уроженец села Башкирское Канчерово.
- Ишемгулов Сиражетдин Нуретдинович — педагог,  Заслуженный учитель школы РСФСР (1963). Участник Великой Отечественной войны. Награждён орденом Трудового Красного Знамени (1960). Уроженец села Аскарово.
- Ишимов Сайфулла Кильмухаметович — башкирский кантонный начальник. Зауряд-сотник (1855). Уроженец села Зиянчурино.
- Куватов Усман Мухаметгалимович — деятель Башкирского национального движения. Уроженец села Зиянчурино.
- Кулаев Мстислав Александрович (Мухаметхан Сахипгареевич) — государственный и общественный деятель, участник Башкирского национального движения, Председатель Башкирского Правительства, ученый-филолог и исследователь башкирского языка, врач и доктор медицинских наук. Уроженец села Зиянчурино.
- Салихов Гафур Губаевич — доктор философских наук, профессор, декан факультета философии и социологии Башкирского государственного университета. Уроженец деревни Бурангулово.
- Туйгунов Риф Галимович — башкирский поэт, драматург и общественный деятель. Председатель правления Союза писателей Республики Башкортостан. Заслуженный работник культуры Российской Федерации (2006) и Республики Башкортостан (1997). Уроженец села Акчура.
- Туктагулов Артур Бадреевич — певец, музыкант - аккомпаниатор (баян, клавишные). Народный артист Республики Башкортостан (2009). Урожонец села Чураево.
- Фёдоров Павел Ильич — русский советский прозаик, автор книг «Генерал Доватор», «Витим золотой». Уроженец села Ильинка.
- Шварёв Александр Ефимович, военный лётчик, Герой РФ. Уроженец города Кувандыка.
- Байрамов Роман Дарвоевич— российский поэт, писатель, автор книги «Блюз Старого Мира». Уроженец города Кувандыка.

## См. Также
- Кувандыкский коридор